# 安德烈·加格
安德烈·加格（羅馬尼亞語：Andrei Gag，1991年4月27日—），罗马尼亚男子田径运动员，2015年夏季世界大学生运动会男子铅球银牌得主、2016年世界室内田径锦标赛男子铅球银牌得主、2017年夏季世界大学生运动会男子铅球铜牌得主。